# George Blake
George Blake, nacido como George Behar (Róterdam, Países Bajos, 11 de noviembre de 1922-Moscú, 26 de diciembre de 2020) fue un espía del Servicio Secreto de Inteligencia británico (MI6) conocido por haber sido un agente doble al servicio de la Unión Soviética. En 1966 logró escapar espectacularmente de la cárcel británica de Wormwood Scrubs, donde cumplía una condena de 42 años, y huyó a la Unión Soviética.

## Biografía
Blake era hijo de madre neerlandesa y de padre otomano de origen judío sefardí (naturalizado británico). George recibiría su nombre en honor del rey Jorge V (George V)
Su padre, Albert Behar (Béjar), había luchado contra el Imperio otomano durante la Primera Guerra Mundial, a pesar de ser originario de la antigua Constantinopla (actual Estambul), y recibió premios de franceses y británicos por su valentía. Blake vivió una vida cómoda en los Países Bajos (Holanda), hasta la muerte de su padre en 1936. En esa época, cuando George sólo tenía trece años de edad, fue enviado a vivir con sus familiares a Egipto, donde continuaría su educación en una escuela de inglés de El Cairo. En ese país del norte del África entraría en contacto con su tío, Henri Curiel, quien más tarde se convertiría en un miembro prominente del Partido Comunista Egipcio.
Durante parte de su adolescencia, Blake formó parte de los grupos neerlandeses (u holandeses) de la Resistencia a la ocupación militar nazi, bajo el nombre de guerra (nom de guerre) Max de Vries.
Luego sería momentáneamente internado, para ser liberado debido a su corta edad. Habría sido internado nuevamente en su cumpleaños número 18, de no haber logrado escapar a Londres en el ínterin, disfrazado de monje.

## Trayectoria
Tras llegar a Gran Bretaña, cambió su apellido a Blake y se alistó en la Royal Navy como subteniente antes de ser reclutado por el Servicio Secreto de Inteligencia (MI6) en 1944. Después de algún tiempo, se enamoró de una secretaria del MI6 llamada Iris Peake -quien más tarde empezaría a trabajar al servicio de la Reina- y decidieron casarse; sin embargo, la familia de Peake tenía prejuicios antisemitas, por lo que no dio su consentimiento para el matrimonio, porque Blake era de origen judío. Iris, por su parte, no fue capaz de soportar la presión ejercida por su propia familia y la relación amorosa terminó. Blake quedó devastado y, al parecer, decidió vengarse de la snob nación inglesa por destruir el amor de su vida. A partir de esa desventura amorosa habría sido políticamente influenciado por su tío y confidente egipcio, quien posteriormente lo habría reclutado para trabajar para el KGB soviético como agente infiltrado. No fue uno de los Cinco de Cambridge, aunque se asoció con Donald Maclean y Kim Philby tras llegar a la Unión Soviética.
Esta explicación, sin embargo, fue luego desmentida por el propio Blake, quien más tarde dijo que había cambiado de bando durante la guerra de Corea, después de haber sido fuertemente influenciado por ella. Para responder a la cuestión en una entrevista, "¿Hay un incidente que provocó su decisión de cambiar de bando de manera efectiva?", George Blake respondió al respecto:
"Fue el implacable bombardeo de las pequeñas aldeas (nor)coreanas por parte de las enormes 'Superfortalezas' voladoras estadounidenses. Los afectados y muertos fueron mujeres y los niños y los ancianos, porque los hombres jóvenes se encontraban en el ejército. Nosotros mismos podríamos haber sido las víctimas. Me hizo sentir vergüenza pertenecer a países demasiado fuertes, técnicamente superiores, que luchaban contra lo que parecía ser un pueblo indefenso. Sentí que estaba en el lado equivocado, que sería mejor para la humanidad si prevaleciese el sistema comunista, que pondría fin a la guerra."

### Actividades de espionaje
Durante el período de la Segunda Guerra Mundial, Blake trabajó traduciendo documentos alemanes capturados por agentes británicos y en el interrogatorio de alemanes hechos prisioneros en Francia tras el desembarco de Normandía (6 de junio de 1944). Nada más terminada la contienda, fue enviado a la entonces Alemania Occidental e interrogó en Hamburgo a antiguos capitanes de submarinos germanos que habían participado en la guerra.
Tras intentar aprender ruso con poco fruto (paradójicamente luego le sería muy útil), fue reclutado por el MI6 en 1948 y se le envió a la embajada británica en Seúl, capital de la entonces República de Corea, para intentar establecer una red de agentes allí. 

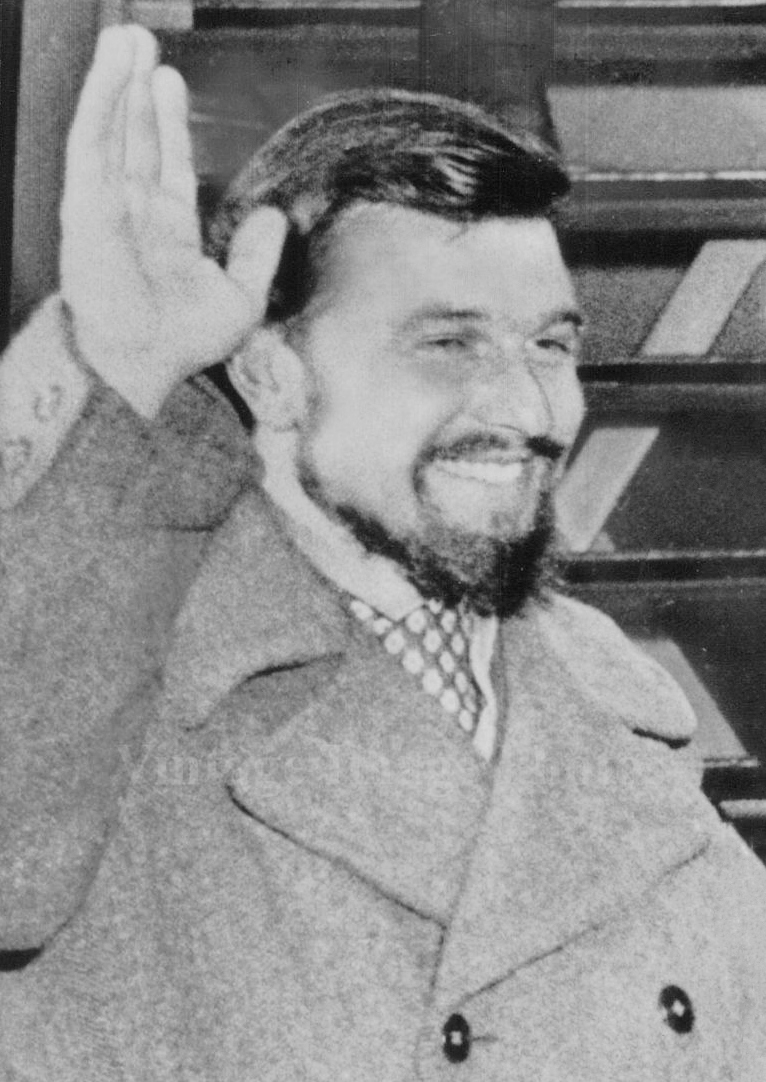
Blake después de su regreso de Corea en 1953

A los pocos meses de su llegada, el 24 de junio de 1950, la ciudad fue capturada por el Ejército comunista de Corea del Norte y fue hecho prisionero junto a otros diplomáticos cuando se encontraba en la delegación británica. Tras leer las obras de Karl Marx en sus tres años de cautiverio, se convirtió en marxista, si bien presuntamente él y sus compañeros fueron sometidos a torturas y técnicas de lavado de cerebro, momento en que Blake cambió de bando, aunque él siempre negó que fuera esta situación de presión el motivo de convertirse en doble agente y declaró en 1999 a la cadena de televisión estadounidense PBS que los bombardeos sobre gente indefensa le habían hecho cambiar de bando.
Tras su liberación en 1953, Blake volvió a Gran Bretaña "como un héroe". En 1955 fue enviado por el MI6 para trabajar como agente en la Berlín dividida, donde su trabajo fue, "irónicamente", captar a funcionarios soviéticos como agentes dobles. Aprovechó entonces para ponerse en contacto con el KGB y los informó con detalle de las operaciones de Gran Bretaña y los Estados Unidos y delató a 400 agentes del MI6 ofreciendo su nombre y datos a los soviéticos, de forma que muchos de ellos fueron ejecutados, torturados o desaparecieron sin dejar rastro. Además intervino en dos importantes hechos, como la delación del túnel de Berlín y el "asunto Boris". En el primero, puso al descubierto la gran operación de ingeniería anglo-estadounidense que había logrado interceptar las comunicaciones telefónicas soviéticas en Berlín (el proyecto denominado Operation Gold). Este hecho fue tan importante para los soviéticos que, para proteger la identidad de su fuente, tardaron once meses en fingir el "descubrimiento casual" del túnel tras unas intensas lluvias.
Finalmente en 1961, estando casado con una ciudadana inglesa y con tres hijos, Blake fue descubierto como doble agente soviético por el desertor polaco Michael Goleniewski y lo detuvieron cuando estudiaba en una pequeña escuela de idiomas llamada MECAS (The Middle East Centre for Arabic Studies, Centro de estudios árabes del Medio Oriente"), ubicada en Beirut, capital del Líbano.
La pena máxima por un delito en virtud del artículo 1 de la Ley de secretos oficiales de 1911 era de 14 años, pero sus actividades, a los efectos de su juicio por traición, fueron divididas en cinco períodos, por lo que en mayo de 1961 fue condenado a una pena combinada de nada menos que 42 años de prisión.
En los periódicos de la época se dijo que cada uno de los años de su sentencia se correspondía con cada uno de los agentes que había resultado muerto como consecuencia directa de la traición de Blake, aunque esta afirmación más bien parece haber sido una invención. De hecho, se trataba de la más larga sentencia dictada por un tribunal británico, hasta que el terrorista Nezar Hindawi fue condenado a 45 años por su intento de colocar una bomba en un avión de la compañía aerolínea comercial israelí El Al.

### Fuga de la cárcel

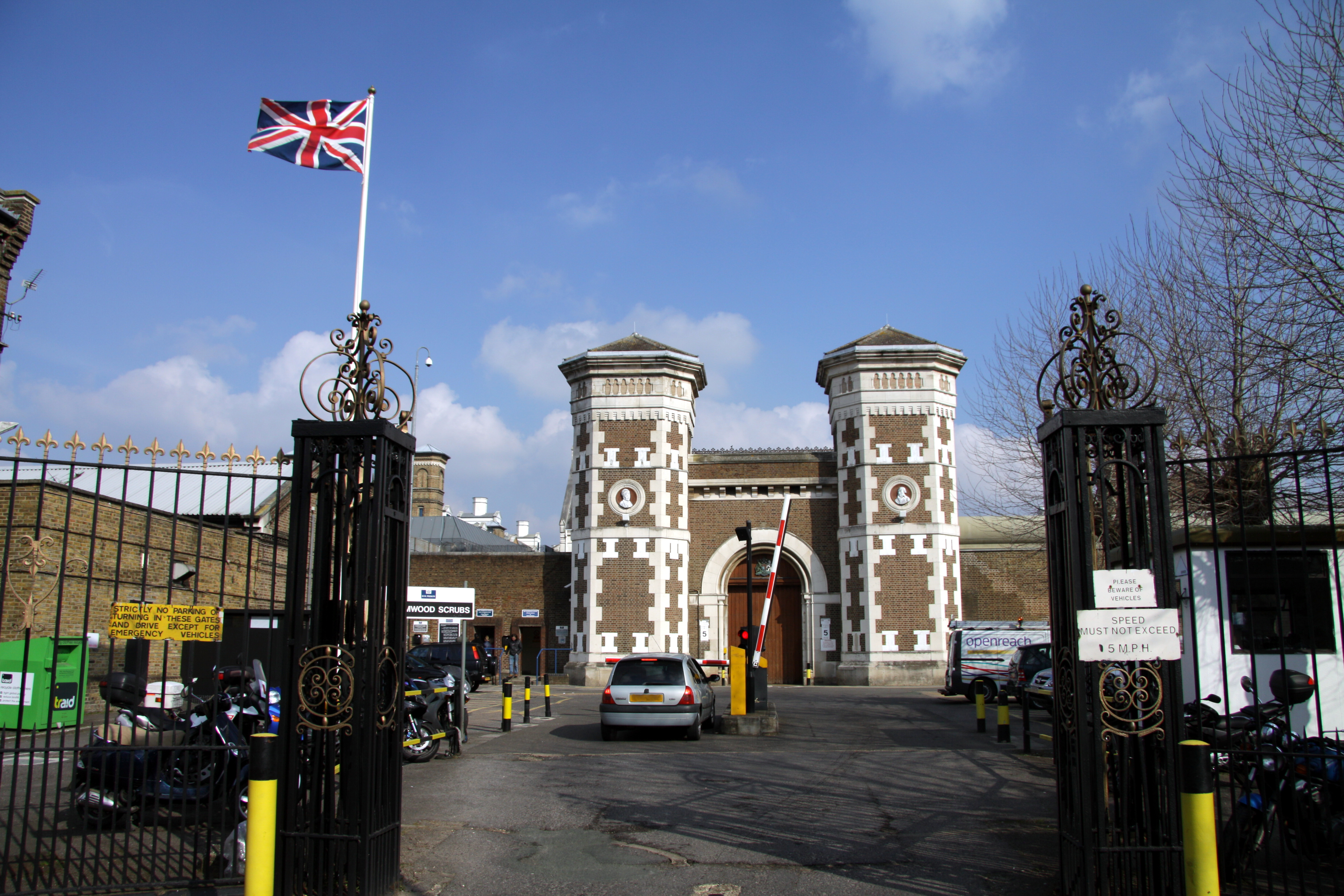
Prisión de Wormwood Scrubs, al oeste de Londres, de donde Blake se escapó el 22 de octubre de 1966

Cinco años más tarde, logró escaparse de la cárcel de Wormwood Scrubs con la ayuda de Sean Bourke, Pat Pottle y Michael Randle. El primero, un terrorista irlandés del IRA, cumplía una pena de siete años en prisión por haberle enviado una bomba a un oficial superior de policía. Los dos últimos, por su parte, habían sido miembros fundadores del "Comité de los 100", un autodenominado "grupo antinuclear de acción directa", cuyos militantes decían no ser comunistas, sino "libertarios y cuasi-anarquistas". En 1962, en pleno punto álgido de la Guerra Fría (en ese año tuvo lugar la denominada Crisis de los misiles cubanos), habían sido encarcelados durante 18 meses por conspiración, debido a la organización de manifestaciones contra la base militar de Wethersfield (situada en Essex), la cual era una base nuclear de la USAF en suelo británico.
Por tanto, ambos tenían experiencia de primera mano acerca de la vida en una cárcel, y fue su indignación por lo (supuestamente) "vicioso" de la pena impuesta a Blake lo que finalmente los llevó a tratar de liberarlo porque si. Se cree que la sentencia de 100 años fue "injusta" y que "ayudarlo eran una respuesta humana decente".
Finalmente lograrían concretar la audaz fuga el 22 de octubre de 1966. Durante 22 años, los detalles específicos relativos a la espectacular huida seguían siendo un secreto, aunque Bourke reveló su papel en 1970 en un libro que escribió al respecto. Blake logró pasar el Canal de la Mancha camuflado en el maletero de un coche. La opinión popular sostuvo que la operación fue montada por profesionales del KGB, el Ejército Republicano Irlandés Provisional o, según los afectos a las teorías conspirativas, por los propios servicios de seguridad británicos. 
En 1989, los para ese entonces antiguos militantes políticos y ex convictos Pat Potte y Michael Randle escribirían su propio relato de cómo había sido la escapada de Blake en realidad. Randle comentó al respecto: "Era un poco de todo - casi se podría decir un asunto de hágalo usted mismo".
Posteriormente Blake sería "extraído" de Gran Bretaña en el maletero de un automóvil, el cual, después de cruzar el Canal de la Mancha en un ferry, le permitió atravesar la Europa Occidental y lo dejó finalmente en la por entonces dividida ciudad de Berlín (una de las fronteras de la Guerra Fría en 1966). Una vez allí, le fue fácil ponerse en contacto con sus controladores soviéticos.

### Posterior reaparición en Moscú
Blake terminó huyendo a la URSS. Se divorció de su esposa Gillian, con quien tenía tres hijos, y comenzó una nueva vida. Se casó de nuevo y asumió la identidad de Gueorgui Ivánovich Béjter; fue condecorado con la Orden de Lenin y acabó su vida profesional como la mayoría de sus colegas, dando clases a otros agentes en la academia de espionaje del KGB. En Moscú se veía con Kim Philby —fallecido en 1988, alcoholizado— y con Donald MacLean —fallecido en 1983—, así como con Morris y Lona Cohen, el matrimonio de espías estadounidenses que puso al descubierto el programa atómico de EE. UU., conocido en clave como Proyecto Manhattan. En 1990, en medio de los turbulentos cambios que estaban teniendo lugar en el gigante comunista, decidió publicar su autobiografía, que tenía el sugestivo título de No other choice ("Sin otra opción").
Antes de que el gobierno británico interviniese para evitar que se beneficiara de las ventas, una editorial británica le había pagado ya alrededor de 60.000 libras esterlinas de adelanto; más tarde Blake presentó una denuncia contra el gobierno británico por violación de sus derechos humanos y, tras tomarse nueve años para decidir, el Tribunal Europeo de Derechos Humanos resolvió que se le abonasen 5.000 libras en concepto de indemnización. En una entrevista con la cadena televisiva estadounidense NBC News, en 1991, Blake comentó que "lamentaba la muerte de los agentes que había traicionado".
En 2006, Blake escribió un nuevo libro, Paredes transparentes, según informó el diario Vzgliad ("Mirada"). Serguéi Lébedev, el entonces director del Servicio de Inteligencia Exterior (SVR) de la Federación de Rusia, escribió en el prólogo del mismo que, a pesar de que el libro está consagrado al pasado, trata también del presente, y agregó que Blake, a sus 85 años de edad, "todavía desempeña un papel activo en los servicios secretos". 
A finales de 2007, al cumplir 85 años, Blake fue galardonado con la "Orden de la Amistad" de manos del entonces presidente ruso Vladímir Putin.
A principios de 2009, seguía viviendo en Moscú de una pensión de los servicios de inteligencia de ese país (herederos de la una vez todopoderosa KGB) y, según comentan, decía seguir siendo un comprometido marxista-leninista, aun cuando el Estado que lo representaba -y era el principal "buque insignia" de él- ya no existía y la propia Federación de Rusia había repudiado y abandonado oficialmente la ideología comunista desde comienzos de la década de 1990. Blake negaba ser un traidor, insistiendo en que nunca se había sentido auténticamente británico. Afirmó: "Para traicionar, primero hay que ser británico; yo nunca lo he sido."

## En la cultura popular
En un episodio de 1967 de la clásica serie de TV británica "Los vengadores", llamado "Escape en el tiempo", una señal dice "Where is Blake?" (¿Dónde está Blake?"). El capítulo trataba sobre unos "súper criminales" que buscaban una ruta de escape fácil para huir con sus ganancias mal habidas.
Asimismo, Blake aparece como un personaje en la novela The innocent (The innocent, 1990), escrita por Ian McEwan.
La historia de Blake es también abordada en Shadow of shadows ("Sombra de sombras"), clásica novela de espionaje escrita por Ted Allbeury.
Por su parte, la obra teatral Cell mates ("Compañeros de celda", 1995) de Simon Gray trata sobre George Blake y Sean Bourke. La producción original estaba protagonizada por Stephen Fry, actuando como Blake y Rik Mayall, haciendo el papel de Bourke. La producción se volvió relativamente famosa cuando Fry la abandonó después de haber leído una mordaz crítica sobre la obra en cuestión.
Finalmente, After the break ("Después de la fuga", 2002), una obra radiofónica escrita por Ian Curteis, centrada en la incómoda relación entre Blake y Bourke después de la huida de ambos a Moscú.